# Tuer les morts
Tuer les morts (titre original : Kill the dead) est un roman d’heroic fantasy de Tanith Lee publié pour la première fois en 1980.

## Résumé
Parl Dro, le boiteux, le roi d'épée, est un chasseur de fantôme. Myal lui n'est qu'un ménestrel décidé à composer une ballade sur les esprits errants. Leurs chemins se croisent alors qu'ils sont tous deux en quête de la légendaire Ghyste Mortua, la cité des non-morts.

## Éditions françaises
- 7 mai 1987 chez J'ai lu (coll. Science-fiction no 2194), traduction de Gérard Lebec, couverture de Michael Whelan  (ISBN 2-277-22194-5)